# Jimenez
För andra betydelser, se Jimenez (olika betydelser).
Jimenez (Bayan ng Jimenez) är en kommun i Filippinerna. Kommunen ligger på ön Mindanao, och tillhör provinsen Misamis Occidental. Folkmängden uppgår till 23 212 invånare.

## Barangayer
Jimenez är indelat i 24 barangayer.
| - Adorable - Butuay - Carmen - Corrales - Dicoloc - Gata - Guintomoyan - Malibacsan - Macabayao - Matugas Alto - Matugas Bajo - Mialem | - Naga (Pob.) - Palilan - Nacional (Pob.) - Rizal (Pob.) - San Isidro - Santa Cruz (Pob.) - Sibaroc - Sinara Alto - Sinara Bajo - Seti - Tabo-o - Taraka (Pob.) |